# Diao Chan

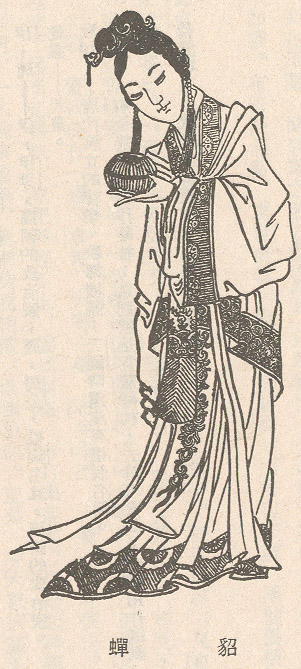
Verbeelding van Diao Chan.

Diao Chan was een van de Vier Schoonheden van oud China. Men zegt dat zij geboren zou zijn in 161 of 169 na Christus, afhankelijk van de bron. Diao Chan zou wel een personage kunnen zijn, aangezien zij niet in een historisch schrift wordt teruggevonden, terwijl de andere drie schoonheden wel teruggevonden werden.
Diao Chan komt voor in het boek Roman van de Drie Koninkrijken, waar zij gebruikt wordt om Lu Bu op te zetten tegen zijn meester Dong Zhuo. Uit historische documenten blijkt dat Lu Bu inderdaad een relatie had met een dame van Dong Zhou. Echter is er geen bewijs dat dit Diao Chan zou zijn. In feite is het zelfs zo goed als uitgesloten dat het Diao Chan zou zijn aangezien de naam Diao amper werd en wordt gebruikt als Chinese familienaam.